# Boris Lukomskij
Boris Lukomskij, född den 6 juni 1951 i Saratov, Ryssland, är en sovjetisk fäktare som tog OS-brons i herrarnas lagtävling i värja i samband med de olympiska fäktningstävlingarna 1980 i Moskva.